# Pseudogoodyera wrightii
Pseudogoodyera wrightii – gatunek roślin z monotypowego rodzaju Pseudogoodyera z rodziny storczykowatych (Orchidaceae). Rośliny występują w Ameryce Środkowej w Belize, Meksyku, Gwatemali i na Kubie.

## Systematyka
Gatunek sklasyfikowany do podplemienia Spiranthinae w plemieniu Cranichideae, podrodzina storczykowe (Orchidoideae), rodzina storczykowate (Orchidaceae), rząd szparagowce (Asparagales) w obrębie roślin jednoliściennych.